# Bhirul
Bhirul – gaun wikas samiti w zachodniej części Nepalu w strefie Rapti w dystrykcie Rolpa. Według nepalskiego spisu powszechnego z 2011 roku liczył on 494 gospodarstwa domowe i 2513 mieszkańców (1405 kobiet i 1108 mężczyzn).